# Federico Spantigati
Federico Spantigati (Alessandria, 4 aprile 1831 – Torino, 30 ottobre 1884) è stato un politico italiano.

## Biografia
Nasce ad Alessandria il 4 aprile 1831. Giovanissimo ottiene un incarico al Collegio delle Province e prosegue gli studi presso la facoltà di Giurisprudenza dell'Università di Torino dove si laureò nel 1851. Iniziò la sua carriera forense con il sostegno di Urbano Rattazzi e fu professore, a tempo determinato della cattedra di Diritto Internazionale. 
Nel 1859 fu nominato dal Governo membro della commissione per la riforma del Codice Civile opportunamente studiato per l'Italia unita.
In seguito tornò ad insegnare presso la cattedra di Giurisprudenza presso la Scuola di Guerra di Torino. 
Eletto deputato nel collegio di Bra, Federico Spantigati iniziò la sua carriera politica. In qualità di deputato, Federico Spantigati si occupò di diverse problematiche, dai problemi delle istituzioni scolastiche a quelle fiscali e legali, come la riforma del codice commerciale.
Favorevole alla linea di una rigida ricostituzione dei debiti pubblici seguita dai governi di destra storica, Federico Spantigati ha sostenuto le misure più impopolari come la tassa sui cereali e la tassa sullo zucchero.
Dal 1876 Federico Spantigati ottenne la carica di vicepresidente alla Camera dei deputati.
Oltre all'attività parlamentare prioritaria, Federico Spantigati ha svolto un ruolo di primo piano negli enti locali. 
Membro del Consiglio di amministrazione della provincia di Alessandria e del comune di Torino.
Fu presidente del Regio Museo Industriale Italiano dal 1879 al 1884 e ne cura il rilancio. 
Si trova al centro di un altro importante avvenimento storico quando, il 9 agosto 1883, in qualità di membro del Consiglio dell'Ordine degli Avvocati di Torino, si oppone all'iscrizione all’Albo degli Avvocati di Lidia Poët, prima avvocata d'Italia dicendo che: “Nessuna legge ha mai pensato di distogliere le donne da quelle ordinarie occupazioni domestiche che le sono proprie.” Nonostante il Consiglio dell'ordine, presieduto da Saverio Francesco Vegezzi, con coraggio e lungimiranza, basandosi esclusivamente sulla legislazione vigente, e non facendosi fuorviare dai pregiudizi culturali che volevano le donne rilegate ai tradizionali ruoli di moglie e madre, riconobbe alla donna il diritto di poter esercitare la professione. Il giorno successivo, per protesta, Federico Spantigati, assieme al collega Desiderato Chiaves, si dimette dal Consiglio dell'Ordine.
Muore a Torino il 30 ottobre 1884.